# Thanh xuân 18×2: Lữ trình hướng về em
Thanh xuân 18×2: Lữ trình hướng về em (Nhật: 青春18×2 君へと続く道 Hepburn: Seishun 18×2 Kimi e to Tsuzuku Michi, tiếng Hoa: 青春18×2 通往有你的旅程) là bộ phim điện ảnh thuộc thể loại lãng mạn hợp tác giữa hai nước Nhật Bản và Đài Loan. Bộ phim được đạo diễn bởi Michihito Fujii cùng với sự tham gia diễn xuất của hai diễn viên chính là Hứa Quang Hán và Kiyohara Kaya. Bộ phim đã được chọn để tham gia vào Hội nghị Golden Horse Film Project Promotion năm 2019.
Thanh xuân 18x2: Lữ trình hướng về em được dự kiến sẽ công chiếu tại Nhật Bản vào ngày 3 tháng 5, 2024 và tại Đài Loan vào ngày 14 tháng 3, 2024. Tại thị trường Việt Nam, bộ phim được ra mắt tại các rạp vào ngày 12 tháng 4, 2024.

## Nội dung
Cậu học sinh trung học Jimmy (Hứa Quang Hán thủ vai) gặp Ami (Kyoya Kiyohara thủ vai), một du khách đến từ Nhật Bản, hơn anh 4 tuổi tại nơi anh làm việc. Cả hai cùng làm việc trong cùng một cửa hàng vào mùa hè năm đó và thế là Jimmy dần dần nảy sinh tình cảm với Ami. Qua những lần cùng nhau chạy xe máy, cùng nhau đi xem phim buổi tối, khoảng cách giữa hai người được rút ngắn lại. Nhưng đột nhiên Ami lại quyết định quay trở về Nhật Bản. Đối diện với Jimmi người vẫn còn đang mơ hồ với tình cảm của mình, Ami đã để lại một "lời hứa".
Thời gian trôi qua, Jimmy có cơ hội về thăm quê hương sau một thời gian dài vắng bóng và tìm thấy một tấm bưu thiếp được gửi từ Ami, người đã trở về Nhật Bản từ 18 năm trước. Jimmy, nhớ lại mối tình đầu của mình, lần đầu tiên đi du lịch một mình đến Nhật Bản để đối mặt với quá khứ và tập trung vào hiện tại. Trên chuyến tàu hướng tới quê nhà của Ami, anh lặng nghe những bài nhạc mà cả hai từng cùng nhau nghe.

## Diễn viên
- Hứa Quang Hán thủ vai Jimmy Lâm Gia Minh
- Kiyohara Kaya thủ vai Ami
- Trương Hiếu Toàn thủ vai Anh Lưu[9]
- Shunsuke Michieda thủ vai Koji[10]
- Haru Kuroki thủ vai Yukiko[10]
- Yutaka Matsushige thủ vai Nakazato[10]
- Kuroki Hitomi thủ vai Yuko[10]
- Khuất Trung Hằng thủ vai Ba của Jimmy
- Uất Bàng thủ vai Mẹ của Jimmy
- Lưu Chủ Bình thủ vai Em gái của Jimmy
- Toyoharu Kitamura thủ vai Đảo Điền, ông chủ của quán Karaoke Kobe
- Liêu Huệ Trân thủ vai Thục Nghi, đồng nghiệp của Jimmy tại quán Karaoke Kobe
- Trần Nghiên Phi thủ vai Tiểu Đình, đồng nghiệp của Jimmy tại quán Karaoke Kobe
- Lý Quán Nghị thủ vai A Uy, đồng nghiệp của Jimmy tại quán Karaoke Kobe
- Tăng Thiếu Tôn thủ vai A Long, đối tác làm ăn của Jimmy
- Hồng Quần Quân thủ vai Tiểu Trương, đối tác làm ăn của Jimmy
- Yamanaka Takashi thủ vai Đối tác từ công ty Nhật của Jimmy, A Long và Tiểu Trương

## Sản xuất
Trương Chấn, giám đốc sản xuất của bộ phim, đã lấy cảm hứng từ tiểu luận du lịch Thanh xuân 18×2: Chuyến lang thang trên ô tô Nhật Bản của Jimmy Lai để lên kế hoạch chuyển thể thành một bộ phim điện ảnh và dự án được bắt đầu với sự tham gia của Michihito Fujii trong vai trò đạo diễn của phim.